# زهرا پیشگاهی‌فرد
زهرا پیشگاهی فرد (زادهٔ ۱۳۳۴) استاد دانشگاه و سیاستمدار ایرانی است. او استاد دانشگاه تهران، نماینده مردم اصفهان و ورزنه در دوره پنجم مجلس شورای اسلامی، مشاور وزیر و مدیرکل حقوق بشر و زنان وزارت امور خارجه، از اعضای مؤسس حزب اعتدال و توسعه و رئیس سابق مرکز مطالعات زنان دانشگاه تهران بوده است. وی نخستین زن ایرانی است که توانست در رشته جغرافیای سیاسی، مدرک دکتری دریافت کند.

## زندگی[۳]
زهرا پیشگاهی فرد استاد تمام دانشگاه تهران و دارای درجهٔ دکتری جغرافیای سیاسی در سالروز بعثت رسول اكرم (ص، در سال ۱۳۳۴ خورشیدی در اصفهان و در خانواده‌ای مذهبی به دنیا آمد. پدرش مردی متدین و مبارز بود. مادرش، هم از طرف مادرى فرزند آیت‌الله خاتون آبادی و نوه سید محمد حسین نایب الصدر بود و هم از طرف پدری نوه آیت‌الله آمیر سید حسن مدرس مطلق بود. به عبارتى وى از نواده‌هاى اقا مجتهد و  سید صدرالدین عاملی است.

### زندگی علمی
دکتر پیشگاهی فرد در كنكور سال ١٣٥٣ در رشتهٔ فلسفه دانشگاه تهران پذیرفته شد؛ اما به دلايل خانوادگى موفق به نامنويسى در آن دانشگاه نشد. در نيمه دوم همانسال در كنكور شركت و رشته زبان انگلیسی دانشگاه اصفهان قبول و مشغول تحصيل شد. اما چند ماهى نگذشته بود كه باهمسرش كه ساكن تهران بود ازدواج و دوباره درسال ١٣٥٤ در كنكور شركت و در رشته جغرافياى دانشگاه تهران شروع به تحصيل كرد.پس از تعطيلى دانشگاه ها در جريان انقلاب فرهنگى همان رشته را ادامه و در سال ١٣٦٣ با مدرك كارشناسى از دانشگاه تهران فارغ التحصيل شد.
سال ۱۳۶۸ مدرک کارشناسی ‌ارشد خود را از دانشگاه آزاد واحد تهران مركز گرفت و در سال ۱۳۷۱ با درجه دکتری از دانشگاه آزاد اسلامی واحد علوم و تحقیقات تهران فارغ‌التحصیل شد. رساله دكترى او تحت عنوان "مكان يابى براى يك مركز سياسى ادارى(پايتخت) جديد در ایران" به دليل نواورى ها منجمله محاسبه كمّى دو مركز "ثقل جغرافيا"و"ثقل جمعيت "ايران برنده ششمین جشنواره خوارزمى در سال ١٣٧١شد. از طرفى در همان سال از طرف وزارت علوم و اموزش عالى (علوم .تحقيقات و فناورى كنونى) به عنوان پژوهشگر نمونه زن برگزيده شد. ورور به تدريس در دانشگاه را از سال ١٣٦٩ با تدريس در دانشگاه امام صادق اغاز كرد. پس از فارغ التحصيلى عضو هیئت علمى نيمه وقت دانشگاه ازاد اسلامى واواخر سال ١٣٧٢ به عضويت هیئت علمى تمام وقت دانشگاه تهران در امد. در سال ١٣٧٤ در انتخابات پنجم مجلس شوراى اسلامى شركت و به عنوان نماينده مردم اصفهان به مجلس راه يافت.
در تمام دوره نمايندگى عضو كميسيون اموزش عالى مجلس بود. گروه دوستى پارلمانى ايران و عمان را تاسيس و رياست ان را به عهده داشت. همچنين در سال اخر نمايندگى "فراكسيون زنان مجلس "را پايه گذارى كرد. ایده تاسيس "بين المجالس كشور هاى اسلامى" را به رياست وقت مجلس داد و با پيگيرى هايش كميته برنامه ريزى براى تاسيس بين المجالس تشكيل شد. ایده چندين طرح در مجلس مثل طرح "خانه هاى استئجارى به شرط تمليك " را از خود به يادگار گذاشت. پس از گذراندن مجلس پنجم عليرغم پیشنهادها متعدد مديريتى ،به دانشگاه برگشت و مشغول تدريس و تحقيق شد.
همچنين براى مدتى (از سال ٢٠٠٢تا٢٠٠٦)همزمان عضو هیئت علمى وابسته دانشگاه اتاوا شد. سال ١٣٩٦ از عضويت هیئت علمى نيمه وقت دانشگاه ازاد اسلامى (واحد علوم و تحقيقات )استعفاء داد. وى اكنون همچنان استاد تمام دانشگاه تهران است .
عمده پژوهش‌های دكتر پیشگاهی‌فرد، در زمینه جغرافیای سیاسی،  جغرافیای انتخابات،  ژئوپلیتیک،  مطالعات زنان و جغرافیای گردشگری است. پیشگاهی فرد استاد راهنما و مشاور بیش از ٣٤٠ پایان‌نامه و رساله در مقاطع كارشناسى ارشد و  دکتری در دانشگاه هاى كشور  در زمینه‌های یاد شده ‌است. از وی تاکنون ۲۵ کتاب اعم از تاليف و ترجمه ، بيش از ٢٠٠مقاله علمی- پژوهشی در مجله‌های داخلی و خارجی و نیز فزون بر ۴۰ مقاله در همایش‌های داخلی و بین‌المللی انتشار یافته‌است. او همچنین بالغ بر ٢٠ طرح پژوهشی انجام داده که مهم‌ترین آن،  طرح ملی"جغرافیای انتخابات پارلمانی در ایران"أست كه در ٢٥جلد براى مركز پژوهش هاى مجلس شوراى اسلامى انجام شد .همچنين طرح ملّى "بررسی راه هاى توسعه و تقويت ارتباط زنان كشور هاى اسلامى به منظور تاثير گذارى در عرصه هاى بين المللى "را به سفارش شورايعالى انقلاب فرهنگى در دو جلد انجام داد.
وى موفق شد با ترجمه وتاليف چند كتاب و انتشار ده ها مقاله در حوزه جغرافياى انتخابات ،اولين كرسى "درس جغرافياى انتخابات "را در دوره دكترى دانشگاه تهران پايه گذارى كند.
پيشگاهى فردبراى مدتى مدیر مسئول فصلنامه هاى "علمى پژوهشى "زن، توسعه و سیاست "، " زن، فرهنگ و هنر" ، " زن و مطالعات خانواده" بود. همچنین مدتى عضو هیئت تحریریه فصل نامه هاى علمى و همينطور علمى -پژوهشى " ژئوپولیتیک"، "نشریه مطالعات راهبردی زنان" ،"فصلنامه بانوان شیعه"،" فصلنامه سرزمین"، "فصلنامه جامعه‌شناسی زنان "،"فصلنامه زن و فرهنگ "و چند فصلنامه علمى پژوهشى ديگر بوده‌است.

### فعالیت سیاسی
پيشگاهى فرد ورود رسمى به عرصه فرهنگى و سياسى رابا همكارى در تاسيس "دفتر امور زنان" رياست جمهورى در سال ١٣٦٩ آغاز كرد. و تا اواسط سال ١٣٧١ مدير حوزه ارتباط با زنان كشورهاى اسلامى در معاونت بين الملل ان دفتر بود. سه سال بعد كه كميسيون هاى امور بانوان تشكيل شد نيز عضو كميسيون بانوان استان تهران شد. در سال ١٣٧٢ به عضويت شوراى فرهنگى اجتماعى زنان شورايعالى انقلاب فرهنگى در امد كه تا سال ١٣٩٠ ادامه داشت. همچنين مدتى در همان شورا نايب رييس و عضو و نايب رييس كميسيون هاى تحقيقات، آموزش، و بين‌الملل آن شورا بود.
پیشگاهی‌فرد از سال ١٣٧٥ تا خرداد ١٣٧٩ به عنوان نماینده مردم اصفهان در مجلس پنجم شوراى اسلامى حضور داشت. وی در این دوره عضو کمیسیون آموزش عالی، رئیس گروه پارلمانی ایران و عمان و موسس فراکسیون زنان مجلس شوراى اسلامى بود. وی در زمان نمایندگی مجلس در دوره پنجم ایده "طرح محرم‌سازی مدارس دخترانه" را در قالب طرح تهيه و به امضاى نمايندگان رساند كه با مخالفت دولت وقت در كميسيون اموزش و پرورش متوقف شد و به صحن مجلس براى تصويب نيامد.

### دیگر سوابق
- مدير كل حقوق بشر و زنان و مشاور وزير در امور زنان وزارت خارجه از ١٣٩٥ تا ١٣٩٦
- دبیر کمیته گردشگری علمی کشور از سال ۱۳٨٥ تا سال ۱۳۸۷
- عضو قطب علمی گردشگری
- عضو هیئت موسس و هیئت رئیسه انجمن ژئوپولیتیک
- عضو هیئت امنای باشگاه دانش‌پژوهان جوان (نخبگان) از بدو تاسيس تا ١٣٨٩
- عضو كميته برنامه‌ريزى درسى علوم جغرافيايى وزارت علوم، تحقيقات و فناورى
- عضو کمیته برنامه ريزى درسى مطالعات زنان در شورای گسترش، وزارت علوم، تحقیقات و فناوری
- رييس اداره امور فرهنگى زنان دانشگاه ازاد اسلامى از ١٣٧٢ تا ١٣٧٤
- رئیس مرکز مطالعات زنان دانشگاه تهران از سال ١٣٨٧تا سال ۱٣٩٠
- رئیس شورای پژوهشی زنان دانشگاه آزاد اسلامی از سال ۱۳۷۹ تا ۱۳۹۲
- مشاور رئیس دانشگاه آزاد اسلامی در امور زنان از سال ۱۳۷۲ تا ۱٣٩٠
- عضو شوراى مركزى زنان فرهيخته دانشگاه ازاد اسلامى و رييس كميته پايش و جذب از ١٣٩٢تا ١٣٩٤

## جوايز علمى[۴]
- برنده جايزه جشنواره خوارزمى (ششمین دوره. ١٣٧١)به مناسبت طرح : مكانيابى براى مركز جديد سياسى ادارى ايران.
- جايزه عنوان محقق نمونه زن از وزارت علوم ،تحقيقات و فناورى (سال١٣٧١). به مناسبت طرح مكانيابى براى مركز سياسى ادارى جديد در ايران.
- جايزه طرح قابل تقدير از دانشگاه تهران براى اجرای "طرح ملى جغرافياى انتخابات پارلمانى در ايران"
- برنده جايزه كتاب قابل تقدير از دانشگاه تهران براى ترجمه كتاب "مقدمه اى بر جغرافياى سياسى"